# وانگ گوفنگ
وانگ گوفنگ (انگلیسی: Wang Guofeng؛ زادهٔ ۱ مارس ۱۹۶۳) وزنه‌بردار اهل چین بود. وی در بازی‌های المپیک تابستانی ۱۹۸۴ شرکت کرده‌است.